# محیط انسان‌ساخت

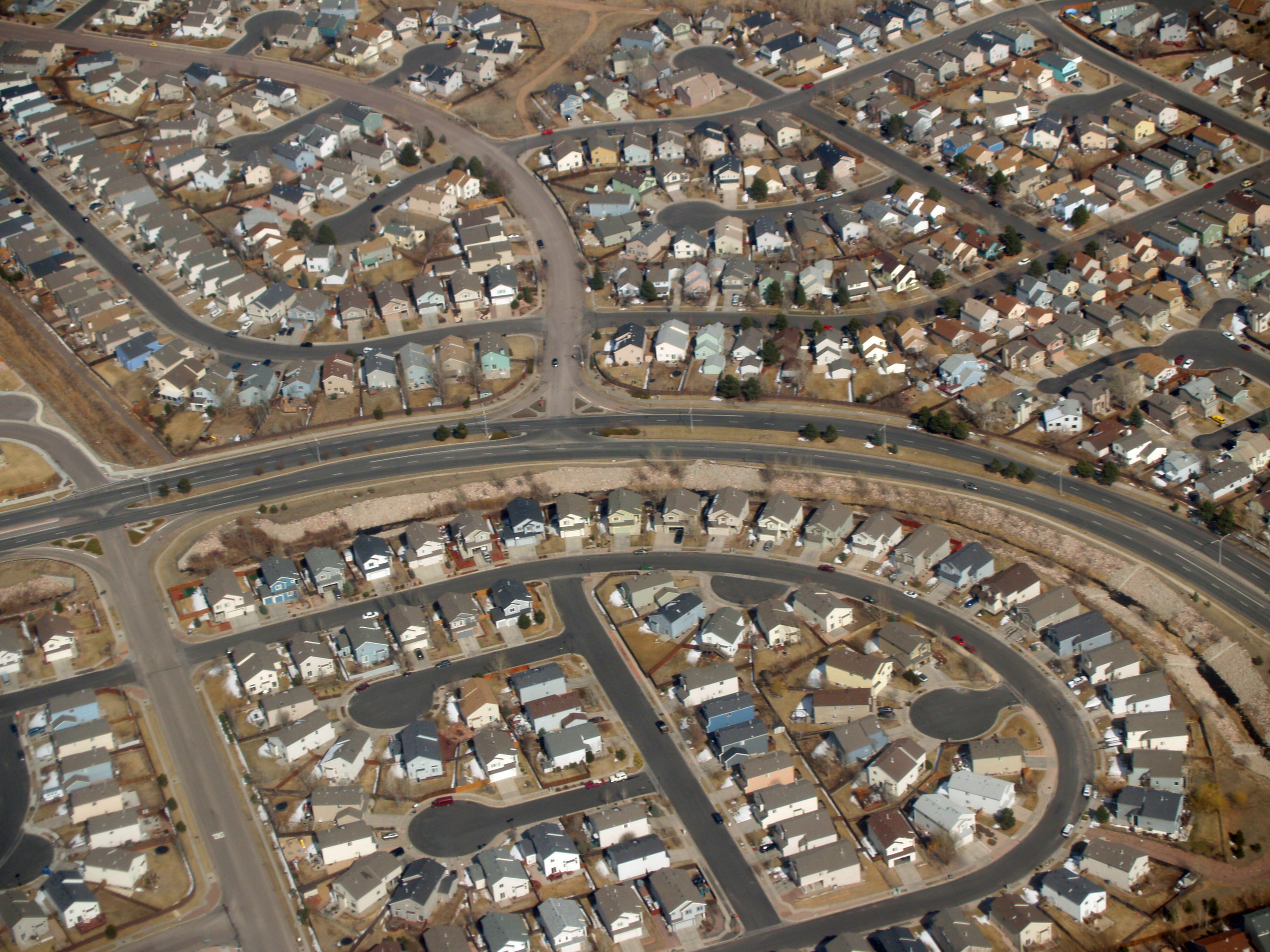
بخشی از یک محیط مصنوع در کلرادو اسپرینگز، کلرادو

اصطلاح محیط انسان‌ساخت، محیط ساخته‌شده یا محیط مصنوع (به انگلیسی:built environment) به شرایط ساخت بشر اشاره دارد و اغلب در معماری، معماری منظر، شهرسازی، بهداشت عمومی، جامعه‌شناسی، انسان‌شناسی و غیره استفاده می‌شود. این فضاهای مدیریت‌شده زمینه فعالیت انسان را فراهم می‌کنند و برای برآوردن خواسته‌ها و نیازهای انسان ایجاد شده‌اند. این اصطلاح می‌تواند به مجموعه‌ای از اجزا از جمله ساختمان‌های سنتی مرتبط، شهرها، زیرساخت‌های عمومی، حمل‌ونقل، فضای باز و همچنین اجزای مفهومی‌تر مانند زمین‌های کشاورزی، رودخانه‌های سدشده، مدیریت حیات وحش و حتی جانوران اهلی نیز اشاره داشته باشد.

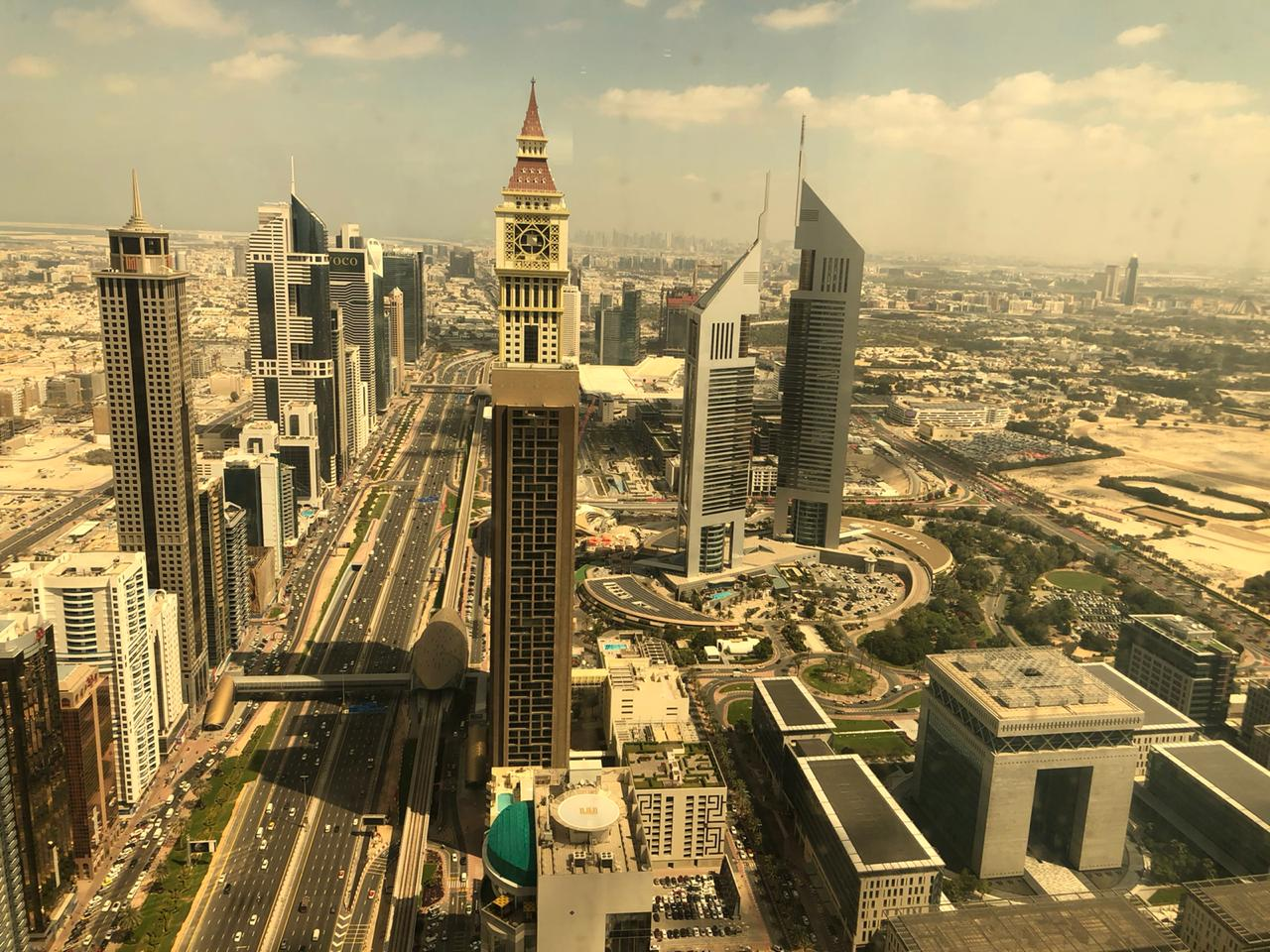
سازه‌های بلند و زیرساخت‌های بزرگراهی به عنوان نمونه‌ای از محیط مصنوع در دبی، امارات.

محیط مصنوع از ویژگی‌های فیزیکی تشکیل شده‌است ولی محیط مصنوع اغلب ارتباط بین فضای فیزیکی و پیامدهای اجتماعی را برجسته می‌کند. محیط مصنوع بر محیط و نحوه مانور و عملکرد فیزیکی جامعه و همچنین جنبه‌های کمتر ملموس جامعه مانند نابرابری اجتماعی-اقتصادی و سلامت تأثیر می‌گذارد. جنبه‌های مختلف محیط مصنوع به تحقیقات دانشگاهی در مورد مسکن، جداسازی و تفکیک نژادی، فعالیت بدنی، دسترسی به غذا، تغییرات آب و هوایی و تحقیقات در حوزه نژادپرستی زیست‌محیطی کمک می‌کند.